# Misael Rodríguez
Pour les articles homonymes, voir Misael Rodríguez.
Misael Uziel Rodríguez Olivas est un boxeur mexicain né le 7 avril 1994 à Cienega de Ceniceros (au Chihuahua).

## Carrière
Il remporte une médaille de bronze dans la catégorie des poids moyens aux Jeux olympiques d'été de 2016 à Rio de Janeiro en ne s'inclinant qu'en demi finale contre l'ouzbek Bektemir Melikuziev.